# Shuri Atomi
Shuri Atomi (跡美 しゅり, Atomi Shuri) née le 6 octobre 1995 à Tokyo est une idole féminine et une ancienne actrice en pornographiques. Elle a été active de 2015 à 2021.